# Aphidius subantarcticus
Aphidius subantarcticus är en stekelart som beskrevs av Jaroslav Stary och Vogel 1985. Aphidius subantarcticus ingår i släktet Aphidius och familjen bracksteklar. Inga underarter finns listade i Catalogue of Life.